# シャワーGirl!
『シャワーGirl!』（シャワーガール）は、2007年12月15日深夜（日付上は同年12月16日未明）の25:00-25:55（JST）に、テレビ朝日で放送されたテレビドラマ。P&Gドラマスペシャルとして制作された。関東地区の視聴率は4.1％。

## キャスト
- 川上千佳子（22歳） / 早乙女ミホ（17歳）：杏さゆり
- 友部修一（24歳）：濱田岳
- 高木登（38歳）：田中哲司
- 清水：正名僕蔵
- 高倉軒のおやじ（松本店長）：掟ポルシェ

## スタッフ
- 脚本：小川みづき
- プロデューサー：秋山圭一郎（テレビ朝日）
- 演出：大根仁（オフィスクレッシェンド）
- 制作協力：シネハウス
- 制作著作：テレビ朝日

## 放送日
- テレビ朝日　他 - 2007年12月15日　25:00-25:55
- 大分朝日放送 - 2007年12月29日　24:30-25:25
- 琉球朝日放送 - 2008年1月4日　24:00-24:55
- 朝日放送 - 2008年1月6日　25:00-25:55
- 九州朝日放送 - 2008年1月10日　25:30-26:25
- チューリップテレビ - 2008年4月27日　25:40-26:35

## DVD
2008年7月2日発売、TCエンタテインメント株式会社/カラー/約60分/16:9/片面1層/ステレオ
放送後にWebで公開された「クライマックスシーンのディレクターズカット版」、及び劇中歌のPV「100％やっちゃうもん」等を同時収録。